# Howard (motorfiets)
Howard is een historisch merk van motorfietsen.
De bedrijfsnaam was: Howard & Co., Coalville near Leicester.
Dit was een Britse fabriek die een 2½pk-eencilindermotor zonder carburateur maar met een soort benzine-inspuiting maakte. Waarschijnlijk was dit een handbediende druppelaar waarmee de brandstof/luchtverhouding bepaald kon worden. De productie begon in 1905 en eindigde al in 1907.